# 2002年
2002年（2002 ねん）は、西暦（グレゴリオ暦）による、火曜日から始まる平年。平成14年。
この項目では、国際的な視点に基づいた2002年について記載する。

## 他の紀年法
- 干支：壬午（みずのえ うま）
- 日本（月日は一致）
  - 平成14年
  - 皇紀2662年
- 大韓民国（月日は一致）
  - 檀紀4335年
- 中華民国（月日は一致）
  - 中華民国91年
- 朝鮮民主主義人民共和国（月日は一致）
  - 主体91年
- 仏滅紀元：2544年 - 2545年
- イスラム暦：1422年10月16日 - 1423年10月26日
- ユダヤ暦：5762年4月17日 - 5763年4月26日
- Unix Time：1009843200 - 1041379199
- 修正ユリウス日 (MJD)：52275 - 52639
- リリウス日 (LD)：153116 - 153480

## カレンダー
| 1月 |    |    |    |    |    |    |
| 日  | 月 | 火 | 水 | 木 | 金 | 土 |
|     |    | 1  | 2  | 3  | 4  | 5  |
| 6   | 7  | 8  | 9  | 10 | 11 | 12 |
| 13  | 14 | 15 | 16 | 17 | 18 | 19 |
| 20  | 21 | 22 | 23 | 24 | 25 | 26 |
| 27  | 28 | 29 | 30 | 31 |    |    |
|     |    |    |    |    |    |    |

| 2月 |    |    |    |    |    |    |
| 日  | 月 | 火 | 水 | 木 | 金 | 土 |
|     |    |    |    |    | 1  | 2  |
| 3   | 4  | 5  | 6  | 7  | 8  | 9  |
| 10  | 11 | 12 | 13 | 14 | 15 | 16 |
| 17  | 18 | 19 | 20 | 21 | 22 | 23 |
| 24  | 25 | 26 | 27 | 28 |    |    |
|     |    |    |    |    |    |    |

| 3月 |    |    |    |    |    |    |
| 日  | 月 | 火 | 水 | 木 | 金 | 土 |
|     |    |    |    |    | 1  | 2  |
| 3   | 4  | 5  | 6  | 7  | 8  | 9  |
| 10  | 11 | 12 | 13 | 14 | 15 | 16 |
| 17  | 18 | 19 | 20 | 21 | 22 | 23 |
| 24  | 25 | 26 | 27 | 28 | 29 | 30 |
| 31  |    |    |    |    |    |    |
|     |    |    |    |    |    |    |

| 4月 |    |    |    |    |    |    |
| 日  | 月 | 火 | 水 | 木 | 金 | 土 |
|     | 1  | 2  | 3  | 4  | 5  | 6  |
| 7   | 8  | 9  | 10 | 11 | 12 | 13 |
| 14  | 15 | 16 | 17 | 18 | 19 | 20 |
| 21  | 22 | 23 | 24 | 25 | 26 | 27 |
| 28  | 29 | 30 |    |    |    |    |
|     |    |    |    |    |    |    |

| 5月 |    |    |    |    |    |    |
| 日  | 月 | 火 | 水 | 木 | 金 | 土 |
|     |    |    | 1  | 2  | 3  | 4  |
| 5   | 6  | 7  | 8  | 9  | 10 | 11 |
| 12  | 13 | 14 | 15 | 16 | 17 | 18 |
| 19  | 20 | 21 | 22 | 23 | 24 | 25 |
| 26  | 27 | 28 | 29 | 30 | 31 |    |
|     |    |    |    |    |    |    |

| 6月 |    |    |    |    |    |    |
| 日  | 月 | 火 | 水 | 木 | 金 | 土 |
|     |    |    |    |    |    | 1  |
| 2   | 3  | 4  | 5  | 6  | 7  | 8  |
| 9   | 10 | 11 | 12 | 13 | 14 | 15 |
| 16  | 17 | 18 | 19 | 20 | 21 | 22 |
| 23  | 24 | 25 | 26 | 27 | 28 | 29 |
| 30  |    |    |    |    |    |    |
|     |    |    |    |    |    |    |

| 7月 |    |    |    |    |    |    |
| 日  | 月 | 火 | 水 | 木 | 金 | 土 |
|     | 1  | 2  | 3  | 4  | 5  | 6  |
| 7   | 8  | 9  | 10 | 11 | 12 | 13 |
| 14  | 15 | 16 | 17 | 18 | 19 | 20 |
| 21  | 22 | 23 | 24 | 25 | 26 | 27 |
| 28  | 29 | 30 | 31 |    |    |    |
|     |    |    |    |    |    |    |

| 8月 |    |    |    |    |    |    |
| 日  | 月 | 火 | 水 | 木 | 金 | 土 |
|     |    |    |    | 1  | 2  | 3  |
| 4   | 5  | 6  | 7  | 8  | 9  | 10 |
| 11  | 12 | 13 | 14 | 15 | 16 | 17 |
| 18  | 19 | 20 | 21 | 22 | 23 | 24 |
| 25  | 26 | 27 | 28 | 29 | 30 | 31 |
|     |    |    |    |    |    |    |

| 9月 |    |    |    |    |    |    |
| 日  | 月 | 火 | 水 | 木 | 金 | 土 |
| 1   | 2  | 3  | 4  | 5  | 6  | 7  |
| 8   | 9  | 10 | 11 | 12 | 13 | 14 |
| 15  | 16 | 17 | 18 | 19 | 20 | 21 |
| 22  | 23 | 24 | 25 | 26 | 27 | 28 |
| 29  | 30 |    |    |    |    |    |
|     |    |    |    |    |    |    |

| 10月 |    |    |    |    |    |    |
| 日   | 月 | 火 | 水 | 木 | 金 | 土 |
|      |    | 1  | 2  | 3  | 4  | 5  |
| 6    | 7  | 8  | 9  | 10 | 11 | 12 |
| 13   | 14 | 15 | 16 | 17 | 18 | 19 |
| 20   | 21 | 22 | 23 | 24 | 25 | 26 |
| 27   | 28 | 29 | 30 | 31 |    |    |
|      |    |    |    |    |    |    |

| 11月 |    |    |    |    |    |    |
| 日   | 月 | 火 | 水 | 木 | 金 | 土 |
|      |    |    |    |    | 1  | 2  |
| 3    | 4  | 5  | 6  | 7  | 8  | 9  |
| 10   | 11 | 12 | 13 | 14 | 15 | 16 |
| 17   | 18 | 19 | 20 | 21 | 22 | 23 |
| 24   | 25 | 26 | 27 | 28 | 29 | 30 |
|      |    |    |    |    |    |    |

| 12月 |    |    |    |    |    |    |
| 日   | 月 | 火 | 水 | 木 | 金 | 土 |
| 1    | 2  | 3  | 4  | 5  | 6  | 7  |
| 8    | 9  | 10 | 11 | 12 | 13 | 14 |
| 15   | 16 | 17 | 18 | 19 | 20 | 21 |
| 22   | 23 | 24 | 25 | 26 | 27 | 28 |
| 29   | 30 | 31 |    |    |    |    |
|      |    |    |    |    |    |    |

## できごと

### 1月
- 1月1日 - EUでユーロ紙幣とユーロ硬貨の流通が開始される。
- 1月16日 - ガルーダ・インドネシア航空国内線421便がジャワ島の川に緊急不時着水、乗員乗客60名中、客室乗務員1名が死亡、負傷者13名。（ガルーダ・インドネシア航空421便不時着事故）
- 1月29日 - ブッシュ米大統領が悪の枢軸発言をした。

### 2月
- 2月8日〜24日 - ソルトレークシティオリンピック（アメリカ）

### 3月
- 3月16日 - フランスのマルヌ＝ラ＝ヴァレに、ディズニーランド・パークに次ぐ2つ目のテーマパーク、ウォルト・ディズニー・スタジオ・パークが開園。

### 4月
- 4月15日 - 中国国際航空129便が金海国際空港への着陸進入中に墜落、乗員乗客128名が死亡。（中国国際航空129便墜落事故）
- 4月21日 - フランス大統領選挙第1回投票でジャン＝マリー・ル・ペンが決選投票に進出した。

### 5月
- 5月2日 - ロシア軍がベトナムのカムラン湾から撤退完了。
- 5月5日 - フランス大統領選挙決選投票で現職のジャック・シラクが当選した。
- 5月7日 - 中国北方航空6136便が1人の乗客の保険金目的の自殺により大連空港東の海上に墜落、乗員乗客112名全員が死亡。（中国北方航空6136便放火墜落事件）
- 5月8日 - 北朝鮮民が亡命のため在瀋陽日本国総領事館へ駆け込む事件が発生した。（瀋陽総領事館北朝鮮人亡命者駆け込み事件）
- 5月20日 - 東ティモールが独立し主権国家となった。21世紀初の独立国である。
- 5月25日 - 台湾チャイナエアライン611便が澎湖諸島上空で空中分解し海上に墜落、乗員乗客225名全員が死亡。（チャイナエアライン611便空中分解事故）
- 5月31日〜6月30日 - 2002 FIFAワールドカップ（日本・韓国の共同開催）

### 6月
- 6月5日 - Mozilla 1.0リリース。

### 7月
- 7月9日 - AU（アフリカ連合）が発足した。
- 7月11日
  - 欧州人権裁判所大法廷の裁判官17名全員がイギリスの性転換者の出生証明書の性別訂正の訴えを認める判断を下す。
  - チャドで約600 - 700万年前の人類の祖先としては最古となる猿人化石が発見される。
- 7月30日 - リトアニアカウナスで第1回リトアニア・日本建築フォーラム「East-East」が開催される。

### 8月
- 8月6日
  - 米政府がラファイエットにアメリカ名誉市民権を授与した。
  - インド工科大学の教授と学生3名がAKS素数判定法を連名で論文で発表した。
- 8月7日 - アルバロ・ウリベがコロンビア大統領に就任した。
- 8月18日 - 香港で将軍澳線開業。
- 8月24日 - Mac OS X v10.2発売。
- 8月26日 - 「地球サミット2002」（持続可能な開発に関する世界首脳会議）が南アフリカ共和国ヨハネスブルクで開幕。

### 9月
- 9月10日 - スイスが国連に加盟した（190番目）。
- 9月17日 - 小泉純一郎が日本の首相として初めて北朝鮮を訪問した。日朝首脳会談で金正日が日本人の拉致を公式に認めた。
- 9月27日 - 東ティモールが国連に加盟した（191番目）。

### 10月
- 10月4日 - 北朝鮮が「六ヵ国枠組み合意」を破り、核兵器開発の再開を示唆した。
- 10月12日 - バリ島爆弾テロ事件。202人が死亡。
- 10月15日 - 北朝鮮に拉致された日本人5人が帰国。
- 10月23日 - モスクワ劇場占拠事件。特殊部隊の強行突入で一般人129人が死亡。

### 11月
- 11月14日 - アルゼンチン政府が世界銀行向け債務の不履行（デフォルト）を発表した。
- 11月29日
  - 台風21号による茨城県の送電線鉄塔倒壊災害が仮復旧。
  - 航空大学校帯広分校で3月1日に起きた訓練機墜落事故の報告書を、航空・鉄道事故調査委員会が公表。

### 12月
- 12月19日 - 韓国第16代大統領に盧武鉉が当選した。

## 天候・天災・観測等
- ヨーロッパ、米国東部で熱波。フランスとイギリスで高齢者を中心に3万人以上死者。

## 芸術・文化・ファッション

### スポーツ

#### 冬季オリンピック
ソルトレークシティオリンピック - 2月8日 - 24日
- フィギュアスケートの不正採点問題

#### モータースポーツ
- F1世界選手権 - ミハエル・シューマッハ
- 世界ラリー選手権 - マーカス・グロンホルム
- ロードレース世界選手権 - ヴァレンティーノ・ロッシ

### 音楽
- 1月1日 - 小澤征爾がウィーン・フィルハーモニー管弦楽団のニューイヤーコンサートを振る。
- オムニバスアルバム『2002 FIFA ワールドカップ公式アルバム〜SONGS OF KOREA/JAPAN〜』がヒット。
- ポルノグラフィティのMugenがNHK2002 FIFAワールドカップ中継公式テーマソングとなり、カップリング曲のGo Steady Go!はNHK2002 FIFAワールドカップ中継公式イメージソングとなる。

### 映画
- アイス・エイジ
- スピリット (2002年の映画)
- インファナル・アフェア
- 過去のない男
- サイン
- シカゴ
- シティ・オブ・ゴッド
- スター・ウォーズ エピソード2/クローンの攻撃（米）
- スパイダーマン
- 戦場のピアニスト
- トーク・トゥ・ハー
- 25時
- 28日後...
- パンチドランク・ラブ
- ハリー・ポッターと秘密の部屋
- ボウリング・フォー・コロンバイン
- ボーン・アイデンティティー
- めぐりあう時間たち
- リベリオン
- ロード・オブ・ザ・リング/二つの塔
- ロード・トゥ・パーディション

### ゲーム
- 3月28日 - スクウェアがPS2用ソフト『キングダム ハーツ』を発売。
- 5月16日 - スクウェアがPS2用ソフト『ファイナルファンタジーXI』（シリーズ初のMMORPG）を発売。
- 11月21日 - ポケモンがGBA用ソフト『ポケットモンスター ルビー・サファイア』を発売（日本国内2バージョン合計約534万本）。

### 自動車
- 最多販売車種：1：フィット、2：カローラ、3：マーチ
- いすゞ・アスカが生産終了。これにより、同社は乗用車販売から完全撤退し、その後はトラック・バス専門メーカーとなる。

### 世相
- 9月17日の日朝首脳会談がきっかけで、北朝鮮による日本人拉致問題の関心が高まる。

## 誕生

### 1月
- 1月1日 - 半田陸、サッカー選手
- 1月2日 - 池戸優音、女優
- 1月3日 - 木内舞留、ファッションモデル、女優
- 1月6日 - 梁川奈々美、元アイドル（元カントリー・ガールズ、元Juice=Juice）
- 1月6日 - 渡辺優奈、女優
- 1月8日 - 山田大樹、プロサッカー選手
- 1月9日 - 荒野姫楓、アイドル (SKE48)
- 1月11日 - 森田美紗希、サッカー選手
- 1月12日 - 平松來馬、俳優
- 1月12日 - 増本綺良、アイドル（櫻坂46）
- 1月13日 - 内野艶和、競輪選手
- 1月15日 - 雜賀恵斗、バレーボール選手
- 1月16日 - 那須雄登、アイドル、タレント、俳優（ジャニーズJr.、美 少年）
- 1月18日 - KANON、歌手、ダンスパフォーマー（新しい学校のリーダーズ）
- 1月18日 - キ＝ヤナ・フーフェル、サッカー選手
- 1月20日 - 畑大雅、プロサッカー選手
- 1月21日 - 赤堀君江、アイドル (SKE48)
- 1月23日 - 西本まりん、女優
- 1月24日 - 田中雅功、歌手、俳優（EBiDAN、さくらしめじ）
- 1月27日 - 谷端奏人、俳優
- 1月28日 - 板垣李光人、俳優
- 1月28日 - 豊田賢太、俳優、ファッションモデル、元アーティスト（元Zero PLANET）
- 1月28日 - 森敬斗、プロ野球選手
- 1月29日 - 荒木遼太郎、プロサッカー選手
- 1月30日 - 清原果耶、女優、ファッションモデル
- 1月30日 - 風優、女優

### 2月
- 2月2日 - 井東紗椰、女優
- 2月2日 - 坂本真凛、アイドル (SKE48)
- 2月2日 - 瀬田さくら、アイドル、女優（ばってん少女隊）
- 2月4日 - トロイ・パロット、プロサッカー選手
- 2月4日 - リオ、アイドル (NiziU)
- 2月5日 - カン・テヒョン、アイドル (Tomorrow X Together)
- 2月5日 - デイヴィス・クリーヴランド、俳優
- 2月7日 - 紅林弘太郎、プロ野球選手
- 2月9日 - 中村輪夢、プロBMXライダー
- 2月10日 - 小関舞、女優、元アイドル（元カントリー・ガールズ）
- 2月11日 - 三浦龍司、陸上競技選手
- 2月13日 - ソフィア・リリス、女優
- 2月13日 - 播磨かな、タレント
- 2月14日 - 森田凜、プロサッカー選手
- 2月14日 - 吉居大和、陸上競技選手
- 2月16日 - 藤田譲瑠チマ、プロサッカー選手
- 2月20日 - 吉田莉桜、ファッションモデル、グラビアアイドル
- 2月21日 - 岡佑吏、アイドル（ジャニーズJr.、AmBitious）
- 2月22日 - 岡林勇希、プロ野球選手
- 2月24日 - 倉島颯良、女優、ファッションモデル
- 2月25日 - 鈴木あんず、VRアイドル（えのぐ）
- 2月26日 - 末永桜花、アイドル (SKE48)
- 2月26日 - 高橋らら、ファッションモデル
- 2月27日 - 浮所飛貴、アイドル、タレント、俳優（ジャニーズJr.、美 少年）
- 2月28日 - 白河みずな、声優

### 3月
- 3月2日 - 知久奈菜穂、サッカー選手
- 3月3日 - 森川優羽、アイドル（放課後プリンセス）
- 3月6日 - 生見愛瑠、モデル、女優
- 3月7日 - 羽賀朱音、アイドル（モーニング娘。）
- 3月9日 - 河端悠、柔道家
- 3月10日 - 池谷匠翔、騎手
- 3月11日 - 山本望叶、アイドル (NMB48)
- 3月12日 - 平野流佳、スノーボード選手
- 3月13日 - 佐野晶哉、アイドル（Aぇ! group）
- 3月15日 - 四十住さくら、スケートボード選手
- 3月17日 - 石田千穂、アイドル (STU48)
- 3月17日 - 川島鈴遥、女優
- 3月18日 - 椎葉剛、プロ野球選手
- 3月22日 - 増田里紅、声優
- 3月23日 - 武元唯衣、アイドル（櫻坂46）
- 3月25日 - 佐々木りお、女優
- 3月26日 - 彩木咲良、アイドル（たこやきレインボー）
- 3月27日 - 下村海翔、プロ野球選手
- 3月30日 - 石上将馬、サッカー選手

### 4月
- 4月1日 - 太田龍之介、プロサッカー選手
- 4月2日 - 小原唯和、俳優、ファッションモデル
- 4月3日 - 阿部要門、サッカー選手
- 4月4日 - 岡田愛、タレント、ファッションモデル
- 4月4日 - ダニエル・グラスル、フィギュアスケート選手
- 4月7日 - 石橋蛍、タレント
- 4月8日 - マヤ、アイドル (NiziU)
- 4月9日 - 常盤亨太、サッカー選手
- 4月9日 - 平岡海月、アイドル（日向坂46）
- 4月10日 - 熊谷仁志、俳優、ファッションモデル
- 4月10日 - 畑芽育、女優
- 4月12日 - 中山礼都、プロ野球選手
- 4月15日 - 坂本勇人、プロ野球選手
- 4月16日 - セイディー・シンク、女優
- 4月16日 - 辻七音、女優、タレント
- 4月17日 - レナ、アイドル（公園少女）
- 4月18日 - 鈴木史哉、サッカー選手
- 4月19日 - ローレン・グレイ、シンガーソングライター
- 4月20日 - ジェイ、アイドル（ENHYPEN）
- 4月22日 - 川本笑瑠、アイドル（CUTIE STREET）
- 4月24日 - 内星龍、プロ野球選手
- 4月25日 - 細川凌平、プロ野球選手
- 4月27日 - 稲葉楽、プロサッカー選手
- 4月30日 - テデン・メンギ、イングランドのサッカー選手

### 5月
- 5月1日 - 後藤聖那、アーティスト、ファッションモデル （ERROR）
- 5月2日 - 稲福卓、サッカー選手
- 5月3日 - 須藤菜々子、声優
- 5月4日 - ジョー・ゲルハート、イングランドのプロサッカー選手
- 5月5日 - 田邉秀斗、プロサッカー選手
- 5月6日 - エミリー・アリン・リンド、女優
- 5月7日 - バン・イェダム、アイドル（TREASURE）
- 5月9日 - 南拓都、プロサッカー選手
- 5月10日 - 船木結、元アイドル（元アンジュルム、元カントリー・ガールズ）
- 5月12日 - 池田瑛紗、アイドル（乃木坂46）
- 5月12日 - 渡辺あやの、YouTuber、モデル
- 5月14日 - 白本彩奈、モデル、女優
- 5月14日 - マーガリタ・アームストロング＝ジョーンズ、イギリスの王族
- 5月15日 - 田口乙葉、ファッションモデル
- 5月15日 - 林鼓子、声優
- 5月17日 - 松本遼大、プロ野球選手
- 5月18日 - アリーナ・ザギトワ、フィギュアスケート選手
- 5月20日 - 佐々木大光、アイドル（ジャニーズJr.、7 MEN 侍）
- 5月21日 - 川原田純平、プロ野球選手
- 5月24日 - 逢来りん、声優
- 5月24日 - 前田俊、モデル
- 5月25日 - 山崎夏菜、アイドル
- 5月25日 - 立花琴未、アイドル
- 5月26日 - 横川旦陽、プロサッカー選手
- 5月28日 - 長見玲亜、女優
- 5月29日 - 桑原秀侍、プロ野球選手
- 5月30日 - ナッティ、アイドル (KISS OF LIFE)
- 5月30日 - 豆原一成、アイドル (JO1)
- 5月31日 - 難波実夢、競泳選手

### 6月
- 6月3日 - ヤン・ブエノ・コウト、プロサッカー選手、ブラジル代表
- 6月4日 - 小高佐季子、将棋女流棋士
- 6月5日 - 辻岡慶次、柔道家
- 6月6日 - 入江大樹、プロ野球選手
- 6月7日 - 村山蒼也、俳優
- 6月8日 - 中島大嘉、プロサッカー選手
- 6月10日 - 辻垣高良、プロ野球選手
- 6月10日 - 眞鍋杏樹、アイドル（NMB48）
- 6月11日 - 南沙良、女優、ファッションモデル
- 6月12日 - 森山瑛、俳優
- 6月15日 - 長﨑美柚、卓球選手
- 6月16日 - 榎本ゆいな、モデル
- 6月17日 - 新田あゆな、グラビアアイドル
- 6月18日 - 下慎之介、プロ野球選手
- 6月20日 - 畠山あやな、女優
- 6月23日 - 前田こころ、アイドル（BEYOOOOONDS・雨ノ森 川海）
- 6月24日 - 原田珠々華、シンガーソングライター
- 6月26日 - 一ノ瀬広乃、アイドル（令和☆フェアリー）
- 6月27日 - ジャラッド・ブランスウェイト、サッカー選手
- 6月28日 - 出澤杏佳、卓球選手
- 6月30日 - 貞野遥香、アイドル（元NMB48）
- 6月30日 - 髙村栞里、タレント
- 6月30日 - 古田愛理、ファッションモデル、女優

### 7月
- 7月2日 - 尾澤るな、女優
- 7月2日 - 北村燦來、タレント
- 7月5日 - 矢作萌夏、元アイドル、シンガーソングライター（元AKB48）
- 7月6日 - 近藤蔵波、サッカー選手
- 7月8日 - 歌田初夏、元アイドル（元AKB48）
- 7月9日 - 下田翔大、俳優、タレント
- 7月10日 - 池間夏海、女優、ファッションモデル
- 7月10日 - 川床明日香、女優、ファッションモデル
- 7月13日 - 牧原巧汰、プロ野球選手
- 7月14日- なぎ、アイドル（パンダドラゴン）
- 7月16日 - 山下舜平大、プロ野球選手
- 7月17日 - 豊田ルナ、グラビアアイドル、タレント
- 7月19日 - 藤井聡太、将棋棋士
- 7月21日 - 紀平梨花、フィギュアスケート選手
- 7月22日 - フェリックス、デンマークの王族
- 7月25日 - 道枝駿佑、アイドル、俳優（なにわ男子）
- 7月26日 - マイケル・キャンピオン（英語版）、俳優
- 7月26日 - 百瀬拓実、俳優、タレント
- 7月28日 - 石浜芽衣、アイドル（虹のコンキスタドール）
- 7月28日 - 成岡輝瑠、サッカー選手
- 7月29日 - 秋山眞緒、アイドル（つばきファクトリー）
- 7月29日 - 阿部夢梨、アイドル（SUPER☆GiRLS）
- 7月30日 - 川﨑皇輝、アイドル（ジャニーズJr.、少年忍者）
- 7月31日 - 松本隆之介、プロ野球選手

### 8月
- 8月1日 - ウーナ・ローレンス、女優
- 8月6日 - 山本彩加、元アイドル（元NMB48）
- 8月7日 - 蒔田彩珠、女優
- 8月8日 - 田畑百葉、カーリング選手
- 8月9日 - 髙橋宏斗、プロ野球選手
- 8月12日 - 鈴木彩艶、プロサッカー選手
- 8月13日 - 永瀬莉子、ファッションモデル、女優
- 8月13日 - 宮原響、ファッションモデル
- 8月14日 - ヒュニンカイ、アイドル (Tomorrow X Together)
- 8月14日 - 矢久保美緒、アイドル、女優（乃木坂46）
- 8月15日 - 長尾謙杜、アイドル、俳優（なにわ男子）
- 8月16日 - 新保海鈴、サッカー選手
- 8月17日 - 櫻井音乃、グラビアアイドル
- 8月19日 - ブライトン・シャルビノ、女優
- 8月20日 - 清田みくり、モデル、女優
- 8月23日 - 岩﨑大昇、アイドル、俳優、タレント（ジャニーズJr.、美 少年）
- 8月25日 - 鈴木海音、プロサッカー選手
- 8月26日 - 青山華依、陸上競技選手
- 8月29日 ‐ 仁平美来、カーリング選手
- 8月29日 ‐ 彩青、演歌歌手
- 8月31日 - 崎山蒼志、シンガーソングライター

### 9月
- 9月3日 - 園田あいか、女優、元アイドル（元カメトレ）
- 9月4日 - サンア、アイドル (LIGHTSUM)
- 9月6日 - アッシャー・エンジェル、俳優、ミュージシャン
- 9月7日 - 小坂菜緒、アイドル、女優、ファッションモデル（日向坂46）
- 9月8日 - ゲイテン・マタラッツォ、俳優、歌手
- 9月10日 - 金村美玖、アイドル、ファッションモデル（日向坂46）
- 9月10日 - 高尾奏音、声優
- 9月11日 - 早真之介、プロ野球選手
- 9月12日 - 岡本大翔、プロ野球選手
- 9月13日 - 日向未来、声優
- 9月16日 - 長谷川美月、ファッションモデル、タレント
- 9月17日 - 弓木大和、俳優
- 9月18日 - 水愛（あくあ）、タレント、アイドル（ライスボール）
- 9月18日 - 髙田琢登、プロ野球選手
- 9月18日 - 田川知樹、プロサッカー選手
- 9月18日 - 森愁斗、アーティスト、TikToker、YouTuber（BUDDiiS）
- 9月20日 - 猪狩蒼弥、アイドル、俳優、タレント（ジャニーズJr.、HiHi Jets）
- 9月21日 - 水野愛理、アイドル (SKE48)
- 9月22日 - 三原羽衣、モデル、女優
- 9月24日 - ガウル、アイドル（IVE）
- 9月28日 - 濱岸ひより、アイドル、ファッションモデル（日向坂46）
- 9月30日 - 作間龍斗、アイドル、俳優、タレント（ジャニーズJr.、HiHi Jets）
- 9月30日 - 伊達さゆり、声優
- 9月30日 - マディー・ジーグラー、ダンサー、俳優、モデル

### 10月
- 10月4日 - 度会隆輝、プロ野球選手
- 10月6日 - クレオパトラ・ストラタン、ルーマニアの歌手
- 10月8日 - 伊藤理々杏、アイドル、女優（乃木坂46）
- 10月8日 - 城戸内アカリ、ファッションモデル
- 10月12日 - アイリス・アパトー、女優
- 10月14日 - 平野海祝、スノーボード選手
- 10月16日 - 来田涼斗、プロ野球選手
- 10月17日 - 髙寺望夢、プロ野球選手
- 10月19日 - 村星りじゅ、タレント、歌手 (ukka)
- 10月21日 - 北園丈琉、体操選手
- 10月22日 - 仲三河優太、プロ野球選手
- 10月24日 - Ado、歌手
- 10月26日 - リク、アイドル (NiziU)
- 10月29日 - 佐藤奏、ミュージシャン
- 10月30日 - 松田迅、アイドル (INI)
- 10月31日 - アンス・ファティ、サッカー選手 (FW)

### 11月
- 11月2日 - 福山絢水、ファッションモデル
- 11月5日 - 山﨑夢羽、アイドル（BEYOOOOONDS・雨ノ森 川海）
- 11月7日 - 伊藤小春、アイドル（ふわふわ）
- 11月8日 - 熊田胡々、女優
- 11月11日 - 朝宮ひまわり、アイドル（マジカル・パンチライン）
- 11月11日 - 安嶋秀生、アイドル（ジャニーズJr.、少年忍者）
- 11月13日 - ジョヴァンニ・レイナ、プロサッカー選手 (MF)
- 11月15日 - ジェイク、アイドル (ENHYPEN)
- 11月16日 - カイル・キャトレット、俳優
- 11月16日 - さなり、ラッパー
- 11月17日 - 石川優、陸上競技選手
- 11月19日 - 小宮璃央、俳優
- 11月20日 - 掛橋沙耶香、アイドル、女優（元乃木坂46）
- 11月22日 - 雨宮由乙花、ファッションモデル
- 11月22日 - 島崎友莉亜、アイドル（アップアップガールズ（2））
- 11月23日 - 寺門陸、プロサッカー選手
- 11月24日 - 大城真乃、プロ野球選手
- 11月26日 - 植村颯太、俳優、モデル

### 12月
- 12月1日 - 白井琴望、元アイドル（元SKE48）
- 12月1日 - 山出愛子、シンガーソングライター
- 12月2日 - 佐古真礼、プロサッカー選手
- 12月4日 - 東海林クレア、ファッションモデル
- 12月4日 - 莉子、ファッションモデル、女優
- 12月6日 - 西川大和、総合格闘家
- 12月6日 - 春名柊夜、俳優
- 12月7日 - 笠島尚樹、プロ野球選手
- 12月8日 - パク・ソンフン、アイドル、元フィギュアスケート選手 (ENHYPEN)
- 12月14日 - 加藤翼、プロ野球選手
- 12月15日 - 池本しおり、グラビアアイドル
- 12月17日 - 佐藤龍我、アイドル、タレント、俳優、ファッションモデル（ジャニーズJr.、美 少年）
- 12月19日 - 石井萌々果、女優、モデル、元アイドル（元Pocchimo）
- 12月19日 - 幸阪茉里乃、アイドル（櫻坂46）
- 12月19日 - 桜田ひより、女優、ファッションモデル
- 12月20日 - 杉山優奈、元女優
- 12月21日 - 愛子、歌手
- 12月22日 - 小柴陸、アイドル（ジャニーズJr.、AmBitious）
- 12月23日 - フィン・ウルフハード、俳優
- 12月25日 - 野澤大志ブランドン、プロサッカー選手
- 12月26日 - 嘉手苅浩太、プロ野球選手
- 12月30日 - 居谷匠真、プロ野球選手
- 12月30日 - 土田龍空、プロ野球選手

## ノーベル賞
- 物理学賞 - 小柴昌俊、レイモンド・デイビス、リカルド・ジャコーニ
- 化学賞 - 田中耕一、ジョン・フェン、クルト・ヴュートリッヒ
- 生理学・医学賞 - シドニー・ブレナー、ロバート・ホロビッツ、ジョン・サルストン
- 文学賞 - ケルテース・イムレ
- 平和賞 - ジミー・カーター
- 経済学賞 - ダニエル・カーネマン、バーノン・スミス